# Direcció general de Suport a Víctimes del Terrorisme
La Direcció general de Suport a Víctimes del Terrorisme és un òrgan de gestió del Ministeri de l'Interior que depèn orgànicament de la Subsecretaria d'Interior i que s'encarrega de l'atenció i suport a les víctimes del terrorisme, i les relacionades amb la protecció integral i la necessària col·laboració amb les diferents Administracions Públiques.

## Funcions
Corresponen directament a la Direcció general de Suport a Víctimes del Terrorisme les següents funcions:
- L'assistència immediata als afectats després de la comissió d'un atemptat terrorista, informant i recolzant a les víctimes i a les seves famílies.
- Rebre i canalitzar, com a finestreta única, les sol·licituds de qualsevol procediment que puguin iniciar les persones i familiars que sofreixin l'acció terrorista davant l'Administració General de l'Estat, la qual cosa comprendrà l'ajuda i orientació a les persones i familiars que sofreixin l'acció del terrorisme i la remissió a l'òrgan competent de les peticions deduïdes i la relació amb l'interessat.
- La col·laboració amb les associacions, fundacions i altres institucions públiques i privades que tinguin com a objectiu l'atenció a les víctimes del terrorisme i la preservació de la seva memòria, així com la tramitació de subvencions a les associacions i fundacions l'objecte de les quals sigui la representació i defensa dels interessos de les víctimes del terrorisme.
- La col·laboració amb els òrgans competents de l'Administració General de l'Estat i de les restants Administracions Públiques en matèria d'assistència i suport a les víctimes del terrorisme, amb la finalitat d'assegurar una protecció integral a les víctimes. Aquesta col·laboració es farà extensiva a les diferents oficines d'atenció a víctimes de delictes de terrorisme existents en tribunals i fiscalies.
- La tramitació, gestió i proposta de resolució dels expedients d'ajudes, rescabalaments i condecoracions als afectats per delictes de terrorisme, així com la repetició de l'import satisfet pel Estat contra l'obligat civilment pel delicte de terrorisme.
- La formulació d'estudis, informes i, si escau, propostes de reformes normatives o organitzatives que optimitzin el règim d'assistència i prestacions establert o que pugui establir-se per a la millora dels drets dels afectats per terrorisme.
- La col·laboració amb els òrgans competents de l'Administració General de l'Estat i de les restants Administracions públiques en matèria d'ajudes i prestacions públiques a les víctimes del terrorisme. Aquesta col·laboració es farà extensiva a les diferents oficines d'atenció a víctimes de delictes de terrorisme existents en tribunals i fiscalies.

## Llista de directors generals de Suport a les víctimes del terrorisme
- Sonia Ramos Piñeiro (2012-)[3]
- José Manuel Rodríguez Uribes (2006-2012)

## Estructura
D'aquesta Direcció general depenen els següents òrgans:
- Subdirecció General de Suport a Víctimes del Terrorisme.
- Subdirecció General d'Ajudes a Víctimes del Terrorisme.